# فوركوس (أحياء بحرية)
فوركوس هو جنس من القواقع البحرية والرخويات ،بطنيات القدم البحرية من فصيلة نهيد البحر التي لها قواقع معينة.

## المناطق التي تتواجد فيها الفوركوس
هذه الأنواع البحرية توجد عادة بالقرب من الطحالب في المحيط الأطلسي الشمالي الشرقي والبحر الأبيض المتوسط.

## وصلات خارجية
- Monterosato T. A. (di) (1884). Nomenclatura generica e specifica di alcune conchiglie mediterranee. Palermo, Virzi, 152 pp.